# Anke Fuchs
Anke Fuchs (5 de julho de 1937, Hamburgo, Alemanha - 14 de outubro de 2019, Berlim, Alemanha), também conhecida como Anke Fox ou Anke Nevermann foi uma política alemã.